# Francisco Leiro

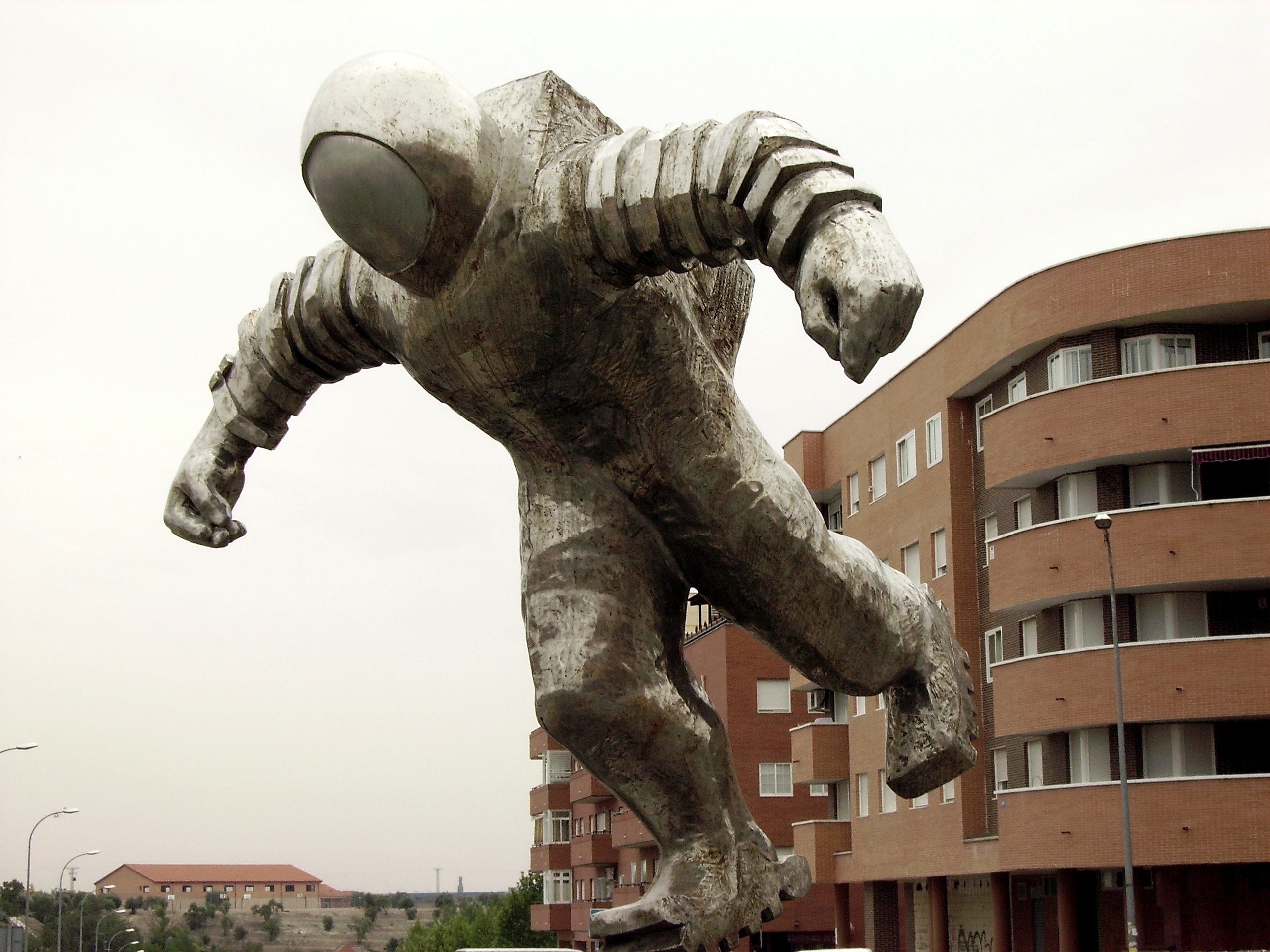
O astronauta, escultura de Francisco Leiro em Valdemoro - Madrid.

Francisco Leiro Lois, também conhecido como Paco Leiro é um pintor e escultor galego que mora em Nova Iorque. Ele é acadêmico pela seção de escultura da Real Academia de Belas-Artes de São Fernando.

## Biografia
Francisco Leiro nasceu em Cambados (Galiza) em 1957 numa família de artesãos e iniciou-se no ofício da escultura com o seu pai, canteiro. Ao mesmo tempo que conhece o granito do país, conhece a madeira e o ferro. Em 1975, expõe pela primeira vez em Cambados, e no seguinte ano acode em Madrid a uma exposição coletiva de artistas galegos na sala Toisón. Com menos de trinta anos, a galeria Malbourough, uma das mais importantes do mundo, interessa-se por ele e, desde então, está presente nas principais citas internacionais, incluída a feira madrilenha ARCO (sem interrupção desde 1986), e ainda na Bienal de Pontevedra.

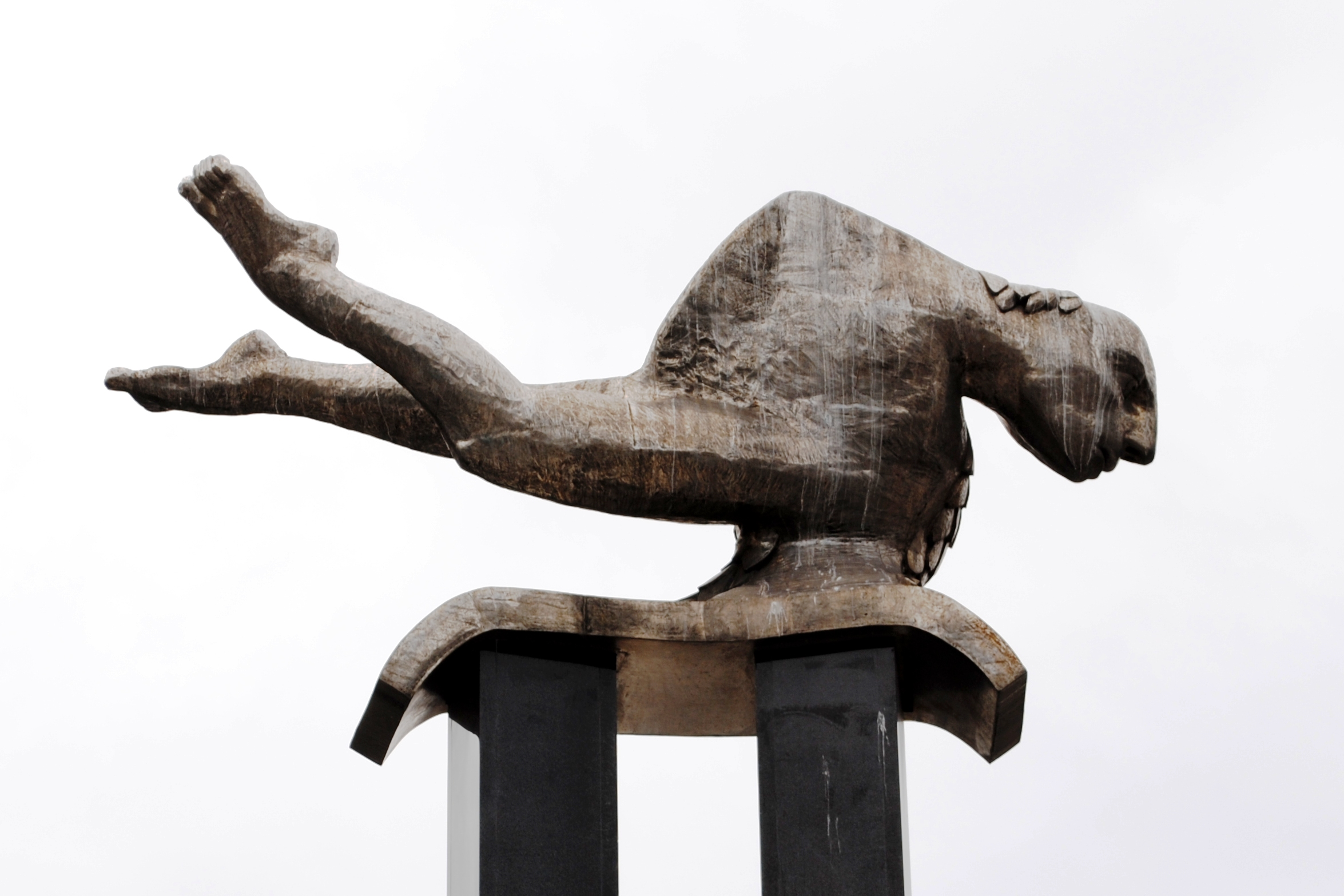
O homem-peixe, popularmente conhecido como O sereio, em Vigo.

## Obra
A obra de Francisco Leiro costuma aparecer em lugares públicos, na Galiza (a ilha das Esculturas, em Pontevedra; em institutos de ensino meio no Carril, (Vilagarcía de Arousa), em vários pontos da cidade de Vigo, Ferrol, ou Sanxenxo), bem como no exterior: Biarritz (França). Além disso, está também presente em museus internacionais de arte contemporânea.
O próprio escultor tem denominado "coisas" algumas das suas obras pelo seu alto grau de indefinibilidade. Contudo, mantém a visão de Miguel Ângelo segundo a qual a escultura é o ofício de retirar do bloco matérico a parte sobrante e trabalha preferentemente com metal e com velhos blocos de madeira de carvalho e castanho. Justamente os materiais orgânicos e as ferramentas, incluídas serras, machados e cutelos, contribuem a dar forma às mutilações, deformidades, rostos desgarrados, gritos, humanidades ciclópeas e conceitos humanizados que mostram a visão trágica ou irónica da vida que Leiro quer transmitir. Em 2008, Francisco Leiro foi reconhecido com o Prémio Nacional da Cultura entregue pela Junta da Galiza, na categoria de artes visuais.

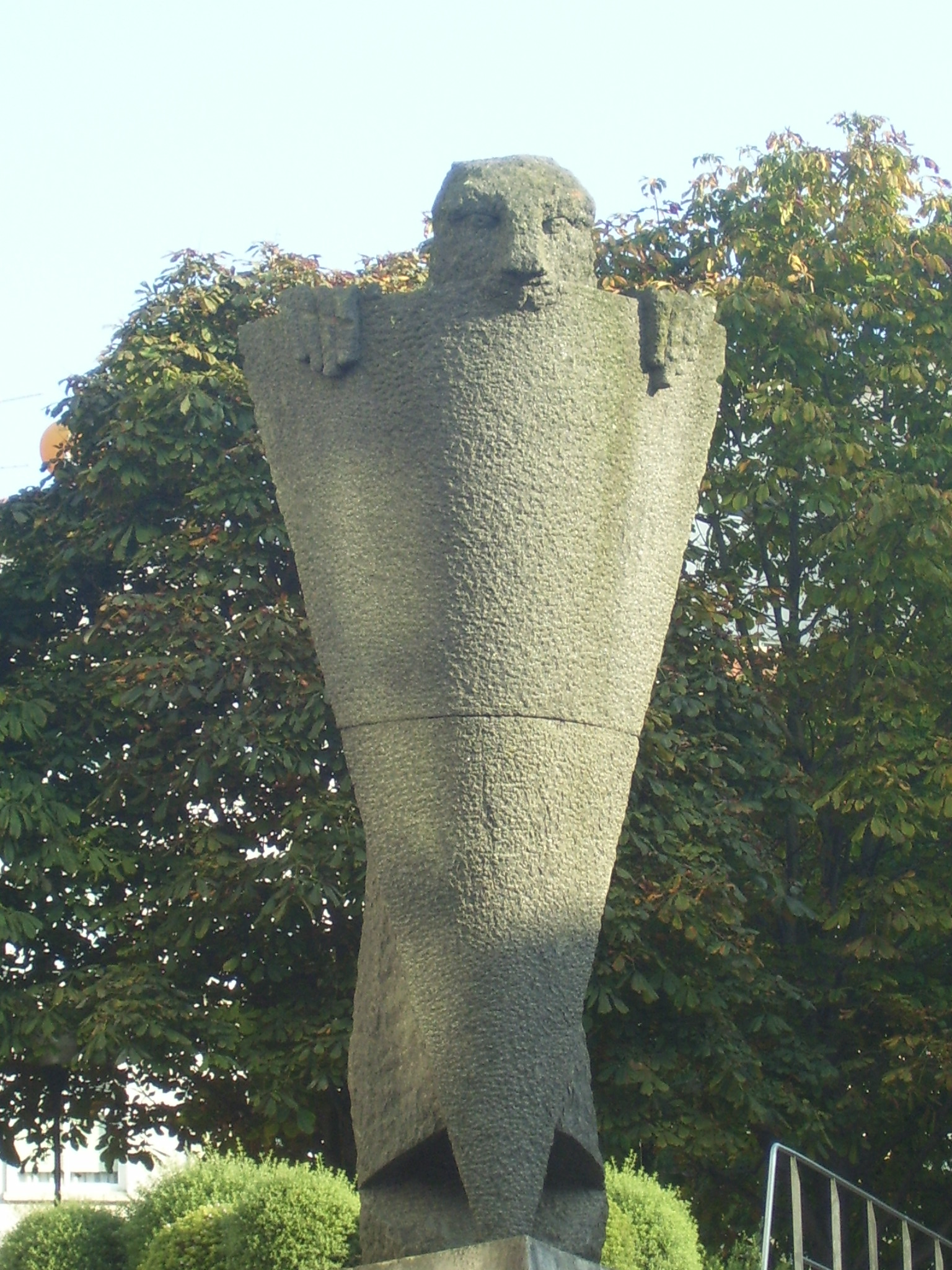
O Guerreiro, em Ferrol.